# Bánh đà

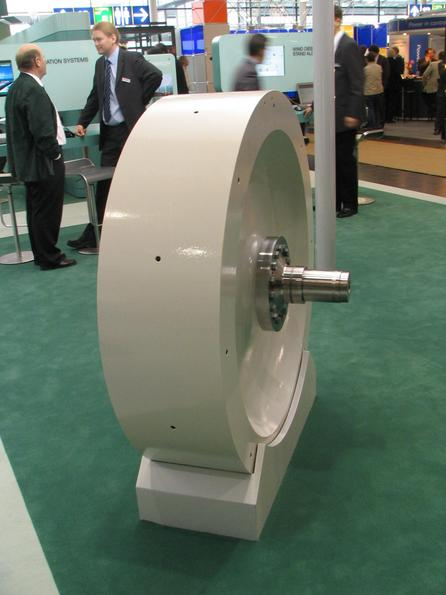
Một bánh đà công nghiệp.

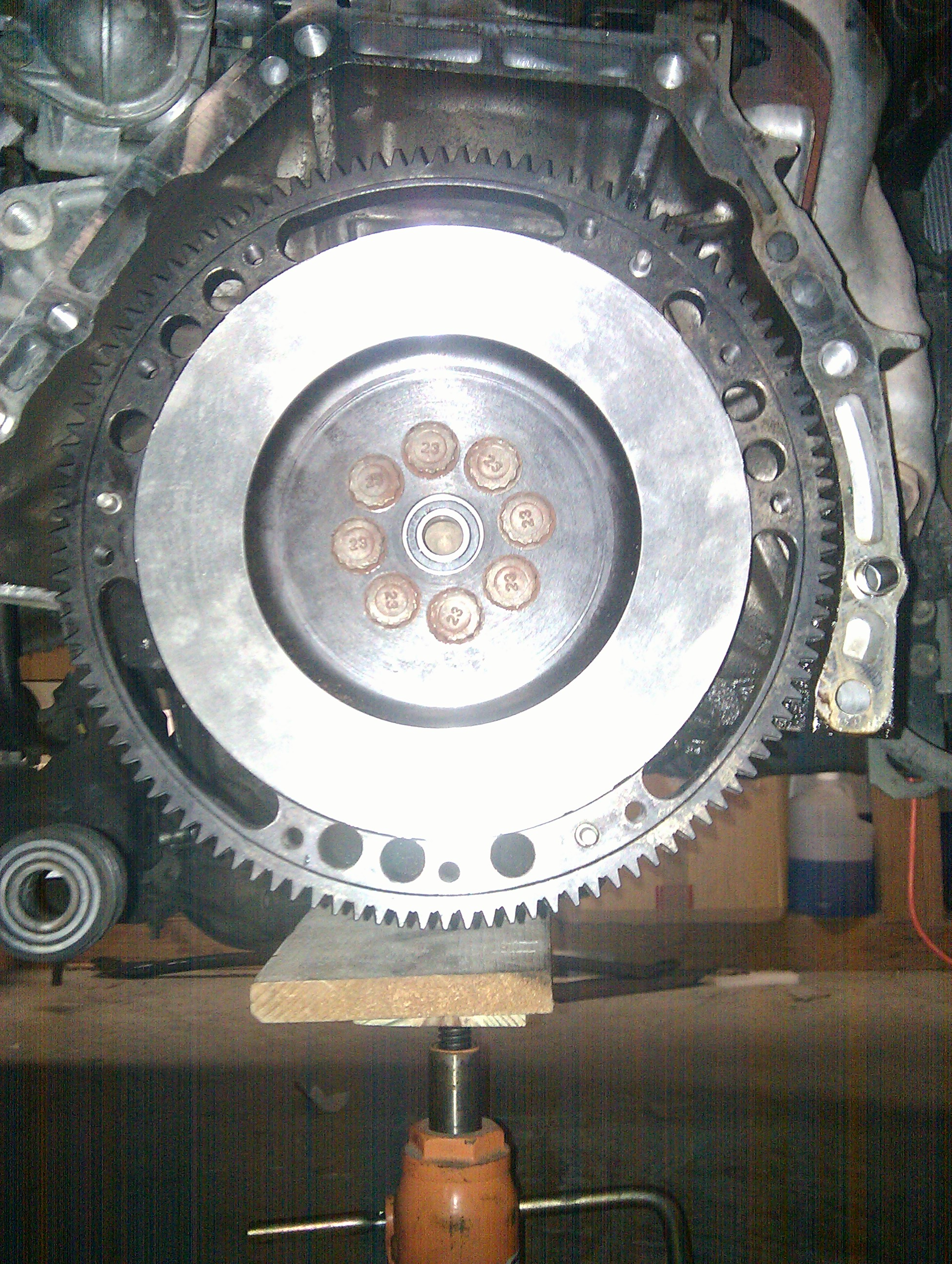
Một bánh đà được gắn kết vào cuối của một trục khuỷu động cơ ô tô.

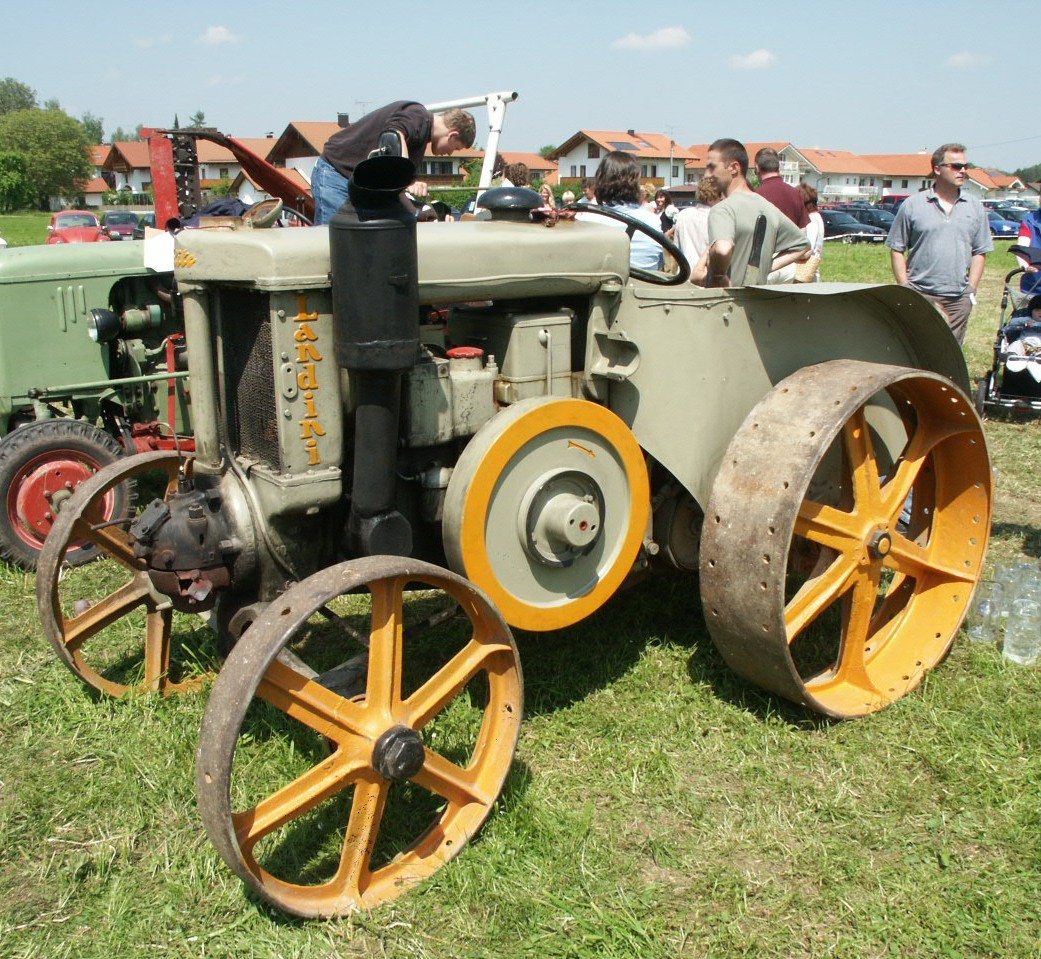
Một máy kéo Landini với tiếp xúc với bánh đà.

Bánh đà (tiếng Anh: flywheel) là một thiết bị cơ khí quay được sử dụng để lưu trữ năng lượng quay. Bánh đà có mô-men quán tính lớn, và do đó chống lại sự thay đổi tốc độ quay. Lượng năng lượng được lưu trữ trong một bánh đà tỉ lệ với bình phương tốc độ quay của nó. Năng lượng được chuyển giao cho một bánh đà bằng cách áp dụng mô-men xoắn đối với nó, do đó gây ra tốc độ quay của nó, và do đó năng lượng lưu trữ của nó gia tăng. Ngược lại, bánh đà giải phóng năng lượng được lưu trữ bằng cách áp mô-men xoắn đến tải cơ khí, kết quả làm tốc độ quay giảm.
Bánh đà có ba công dụng chủ yếu: 
- Chúng cung cấp năng lượng liên tục khi các nguồn năng lượng không liên tục. Ví dụ, bánh quay được sử dụng trong động cơ pit-tông bởi vì các nguồn năng lượng (mô-men xoắn từ động cơ) là không liên tục.
- Chúng cung cấp năng lượng ở mức vượt quá khả năng của một nguồn năng lượng. Điều này đạt được bằng cách thu thập năng lượng trong bánh đà theo thời gian và sau đó giải phóng năng lượng một cách nhanh chóng, với tốc độ vượt quá khả năng của nguồn năng lượng.
- Chúng kiểm soát định hướng của một hệ thống cơ khí. Trong các ứng dụng như vậy, xung lượng góc của một bánh đà là cố ý chuyển tải một khi năng lượng được chuyển đến hoặc từ bánh đà.

Bánh đà thường được làm bằng thép và xoay vòng bi thông thường, đây là những giới hạn tỷ lệ cuộc cách mạng của một vài nghìn RPM  Một số bánh đà hiện đại được làm bằng vật liệu sợi carbon và sử dụng từ tính, cho phép chúng xoay ở tốc độ lên đến 60.000 RPM 

## Ứng dụng
Bánh đà thường được sử dụng để cung cấp năng lượng liên tục trong các hệ thống nơi mà các nguồn năng lượng không liên tục. Trong trường hợp này, năng lượng các cửa hàng bánh đà khi mô-men xoắn được áp dụng bởi các nguồn năng lượng, và nó phát hành năng lượng được lưu trữ khi các nguồn năng lượng không phải là áp dụng mô-men xoắn với nó. Ví dụ, một bánh đà được sử dụng để duy trì liên tục vận tốc góc của trục khuỷu trong một động cơ pit-tông. Trong trường hợp này, bánh đà được gắn vào năng lượng trục khuỷu cửa hàng khi mô-men xoắn tác dụng lên nó bằng cách bắn một piston, và nó giải phóng năng lượng để tải cơ khí của nó khi không có piston là nỗ mô-men xoắn vào nó. Một ví dụ khác của việc này là động cơ ma sát, sử dụng năng lượng bánh đà với các thiết bị điện như đồ chơi xe hơi.
Một bánh đà cũng có thể được sử dụng để cung cấp các xung unsustained năng lượng tại các tốc độ truyền tải năng lượng vượt quá khả năng của nguồn năng lượng của nó, hoặc khi xung như vậy sẽ làm gián đoạn việc cung cấp năng lượng (ví dụ như mạng lưới điện công cộng). Điều này đạt được bằng cách tích lũy năng lượng được lưu trữ trong bánh đà trong một khoảng thời gian, với một tốc độ tương thích với các nguồn năng lượng, và sau đó giải phóng năng lượng với tốc độ cao hơn nhiều trong một thời gian tương đối ngắn. Ví dụ, bánh quay được sử dụng trong búa máy, máy tán đinh, nơi chúng lưu trữ năng lượng từ động cơ và phát hành khi nện búa hoặc hoạt động tán đinh.
Bánh đà có thể được sử dụng kiểm soát định hướng của một hệ thống cơ khí. Trong những trường hợp như vậy, xung lượng góc của bánh đà được chuyển tải trong quá trình chuyển năng lượng. Khi đà góc cạnh là một số lượng vector, chuyển nhượng của xung lượng góc giúp định hướng các tải một trục đặc biệt.
Hiện tượng tuế sai đã được xem xét khi sử dụng bánh đà trong xe. Một bánh đà quay đáp ứng cho bất kỳ đà có xu hướng thay đổi theo hướng trục của nó quay một vòng quay tuế sai kết quả. Một chiếc xe với một bánh đà dọc trục sẽ kinh nghiệm một động lực bên khi đi qua đỉnh của một ngọn đồi, phía dưới cùng của một thung lũng (cuộn lực đáp ứng với một sự thay đổi pitch). Hai truy cập quay bánh đà có thể là cần thiết để loại bỏ hiệu ứng này. Hiệu ứng này là thừa hưởng bánh đà s, một loại bánh đà được sử dụng trong vệ tinh, trong đó bánh đà được sử dụng để định hướng cụ của vệ tinh mà không có tên lửa thruster.

## Lịch sử
Nguyên tắc của bánh đà được tìm thấy trong thời kỳ đồ đá mới trục và potter của bánh xe 
Andalucia nông học Ibn Bassal (fl 1038-1075), trong Kitab "của ông al-Filaha", mô tả hiệu ứng bánh đà làm việc bánh xe nước máy, "saqiya.
Bánh đà như một thiết bị cơ khí nói chung để cân bằng tốc độ quay, theo medievalist Mỹ Lynn White, được ghi trong "De diversibus artibus" (On nghệ thuật khác nhau) của nghệ nhân Đức linh mục Theophilus (khoảng 1070-1125) người ghi lại áp dụng các thiết bị trong một số máy móc của anh 
Trong Cách mạng công nghiệp, James Watt đóng góp vào sự phát triển của bánh đà trong động cơ hơi nước, và đương đại James Pickard được sử dụng một bánh đà kết hợp với một quây để chuyển đổi qua lại thành chuyển động quay.

## Vật lý
Bánh đà là một bánh xe hoặc đĩa quay với một trục cố định để quay đó chỉ có khoảng một trục. Năng lượng được lưu trữ trong rotor như động năng, hoặc cụ thể hơn, năng lượng quay:
- {\displaystyle E_{k}={\frac {1}{2}}I\omega ^{2}}

Trong đó:
- {\displaystyle \omega } vận tốc góc, và
- {\displaystyle I} mô-men quán tính đại chúng về các trung tâm quay. Mô-men quán tính là biện pháp đề kháng đối với mô-men xoắn áp dụng trên một đối tượng quay (tức là cao hơn mô-men quán tính, nó sẽ quay khi một lực lượng nhất định được áp dụng chậm hơn).
- Là mô-men quán tính của một hình trụ đặc {\displaystyle I={\frac {1}{2}}mr^{2}},
- Cho một hình trụ rỗng mỏng {\displaystyle I=mr^{2}\,},
- Và một hình trụ rỗng vách dày {\displaystyle I={\frac {1}{2}}m({r_{external}}^{2}+{r_{internal}}^{2})},

Trong đó "m" là khối lượng, và "r" là bán kính.
Khi tính toán với đơn vị SI, các tiêu chuẩn sẽ được cho khối lượng, kg, bán kính, đồng hồ, và vận tốc góc, radian trên giây. Câu trả lời kết quả sẽ được jun.
Lượng năng lượng có thể được lưu trữ một cách an toàn trong rotor phụ thuộc vào điểm mà tại đó các cánh quạt sẽ làm cong hoặc phá vỡ. ứng suất trên rotor là một xem xét chính trong thiết kế của một hệ thống bánh đà tích trữ năng lượng.
- {\displaystyle \sigma _{t}=\rho r^{2}\omega ^{2}\ }

Trong đó:
- {\displaystyle \sigma _{t}} là ứng suất trên mép của hình trụ
- {\displaystyle \rho } là mật độ của hình trụ
- {\displaystyle r} là bán kính của hình trụ, và
- {\displaystyle \omega } vận tốc góc của hình trụ.

## Ví dụ năng lượng được lưu trữ trong bánh đà
| Đối tượng                                                                  | Hệ số k (thay đổi theo hình dạng) | Khối lượng | Đường kính | Vận tốc góc | Năng lượng dự trữ, [J] | Năng lượng dự trữ, [Wh] |
| -------------------------------------------------------------------------- | --------------------------------- | ---------- | ---------- | ----------- | ---------------------- | ----------------------- |
| Pin bánh đà nhỏ                                                            | 1/2                               | 100 kg     | 600 mm     | 20000 rpm   | 9,8 MJ                 | 2,7 kWh                 |
| Bánh đà tái tạo năng lượng phanh cho xe lửa                                | 1/2                               | 3000 kg    | 500 mm     | 8000 rpm    | 33 MJ                  | 9,1 kWh                 |
| Bánh đà điện dự phòng Lưu trữ ngày 9 tháng 12 năm 2011 tại Wayback Machine | 1/2                               | 600 kg     | 500 mm     | 30000 rpm   | 92 MJ                  | 26 kWh                  |

### Vật liệu năng lượng cao
Đối với một thiết kế bánh đà, động năng là tỷ lệ thuận với tỷ lệ của hoop stress mật độ vật chất và với khối lượng:
- {\displaystyle E_{k}\varpropto {\frac {\sigma _{t}}{\rho }}m}

{\displaystyle {\frac {\sigma _{t}}{\rho }}} có thể được gọi là sức mạnh cường độ riêng. Vật liệu bánh đà với độ bền kéo cao nhất cụ thể sẽ mang lại lưu trữ năng lượng cao nhất cho mỗi đơn vị khối lượng. Đây là một trong những lý do tại sao sợi carbon là một vật liệu được quan tâm.
Đối với một thiết kế đã cho năng lượng lưu trữ là tỷ lệ thuận với hoop stress và khối lượng:
- {\displaystyle E_{k}\varpropto \sigma _{t}V}

### Vành bánh đà
Một vành bánh đà có một vành, một trung tâm, và nan hoa  cấu trúc của bánh đà gọng là phức tạp, do đó, nó có thể khó khăn để tính toán mô-men quán tính chính xác của nó  Một bánh đà vành có thể được phân tích dễ dàng hơn bằng cách áp dụng sự đơn giản hóa khác nhau. Ví dụ:
- Giả sử các nan hoa, trục và trung tâm không có những mô-men quán tính, và mô-men quán tính của bánh đà là do một mình vành.

Những mô-men quán tính gộp của trung tâm, nan hoa và trục có thể được ước tính như là một tỷ lệ phần trăm mô-men quán tính này của bánh đà, với phần còn lại do vành, để {\displaystyle I_{rim}=KI_{flyweell}}
Ví dụ, nếu những mô-men quán tính của trung tâm, nan hoa và trục được coi là không đáng kể, và độ dày của vành là rất nhỏ so với bán kính trung bình của nó ({\displaystyle R}), bán kính quay của vành bằng bán kính trung bình của nó và do đó:
- {\displaystyle I_{rim}=M_{rim}R^{2}}